# Barron (hrabstwo Barron)
Barron – miejscowość w Stanach Zjednoczonych, w stanie Wisconsin, w hrabstwie Barron.